# Informationsbearbejdning (psykologi)
Informationsbearbejdning er et begreb indenfor den kognitive psykologi, som dækker over evnen til at optage information (input) fra omgivelserne. Inputtet lagres, og kan bruges i andre dele af hjernen med relation til mentale processer som hukommelse, perception og opmærksomhed. Dette kan efterfølgende ligge til grund for en bestemt handling (output).

## Fodnoter
1. ↑  www.simplypsychology.org: Informationprocessing

| Psi | Spire Denne artikel om psykologi er en spire som bør udbygges. Du er velkommen til at hjælpe Wikipedia ved at udvide den. |